# Paola Ruffo di Calabria
Paola Ruffo di Calabria (nome completo in italiano Paola Margherita Maria Antonia Consiglia; Forte dei Marmi, 11 settembre 1937) è stata regina consorte dei Belgi dal 1993 al 2013, come moglie di Alberto II.
È nata in Toscana, figlia dell'asso dell'aviazione della prima guerra mondiale Fulco Ruffo di Calabria. È di ascendenza belga attraverso la nonna paterna, Laure Mosselman du Chenoy (1851-1925), che lasciò Bruxelles per sposare Beniamino Ruffo di Calabria e stabilirsi a Napoli. Attraverso sua madre, Luisa Gazelli, discende da Gilbert du Motier de La Fayette.
Parla correntemente l'italiano, il francese e l'inglese. Fin dal suo arrivo nella capitale belga, studiò anche l'olandese, lingua madre di circa il 60% dei suoi futuri sudditi. Durante la sua giovinezza è stata ritenuta una delle più belle principesse d'Europa e in qualità di regina è stata impegnata negli ambiti della gioventù, dell'istruzione e dell'arte.

## Biografia

### Educazione e carriera
La regina Paola è nata nel 1937 a Villa Claudia, presso Forte dei Marmi. Discende da una delle più antiche casate del Regno di Sicilia, ultimogenita dell'aviatore Fulco Ruffo di Calabria. Sua madre era Luisa Gazelli dei Conti di Rossana (1896-1989), che in gioventù fu dama di compagnia della regina Elena.

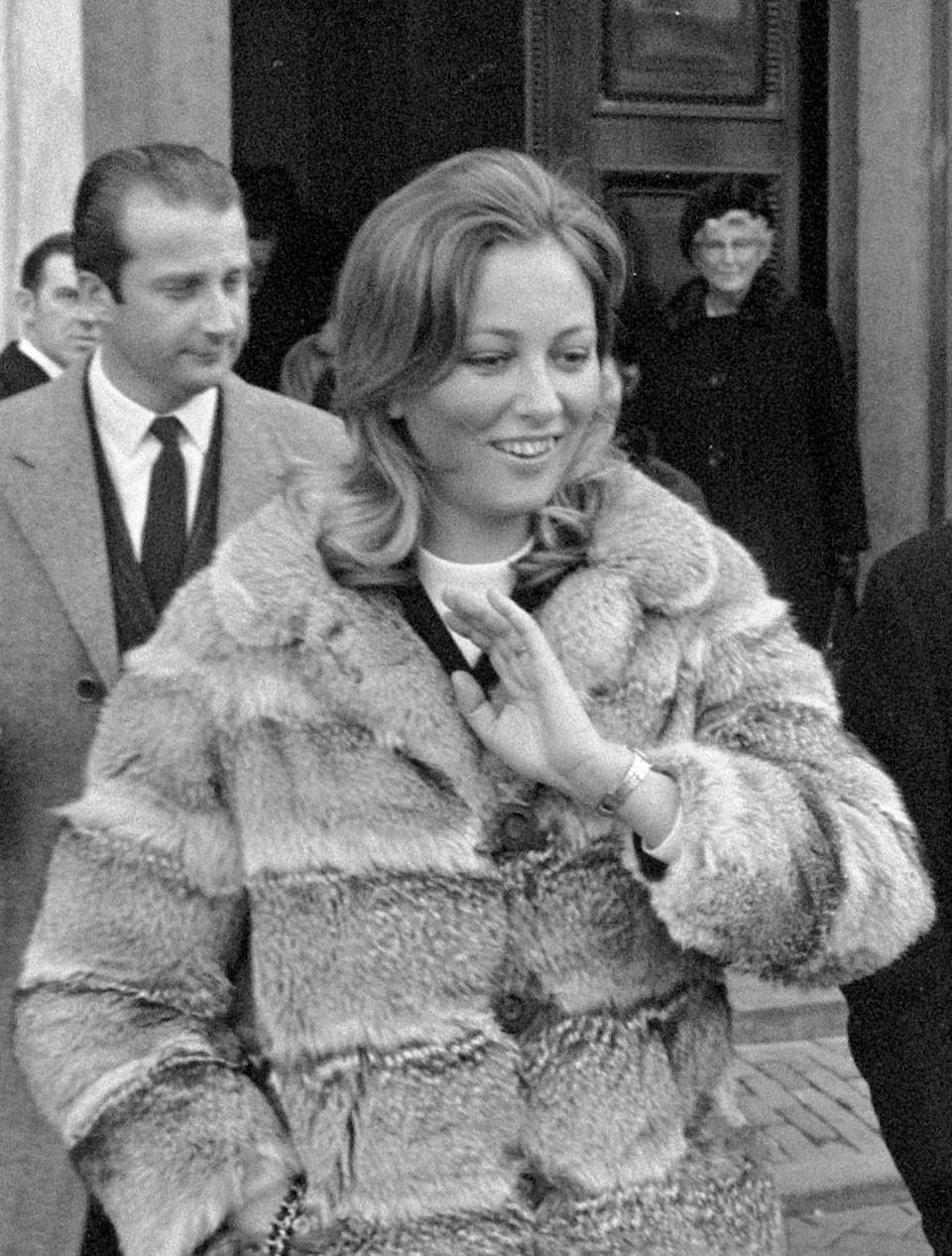
Paola ad Amsterdam nel 1969

 I suoi fratelli maggiori furono Maria Cristina (1920-2003), Laura (1921-1972), Fabrizio (1922-2005; capo della dinastia dal 1975), Augusto (1925-1943; morto in battaglia nel mare di Pescara), Giovannella (1927-1941; deceduta per un'intossicazione alimentare) e Antonello (1930-2017).
Rimase orfana di padre nel 1946 e trascorse tutta la sua gioventù a Roma. Venne educata all'Istituto Villa Pacis, all'Istituto Sant'Angela Merici e al Liceo Caterina Volpicelli, ottenendo la maturità classica. In seguito studiò storia dell'arte e aprì un atelier di moda in Piazza di Spagna con l'amica Marina Elide Punturieri.

### Fidanzamento
Nel novembre del 1958 Paola si recò in Vaticano per presenziare all'insediamento di Giovanni XXIII. Vi incontrò il principe Alberto di Liegi a un evento organizzato dall'ambasciata belga e il 6 dicembre dello stesso anno si fidanzarono, al diciottesimo compleanno di Maria Camilla Pallavicini.

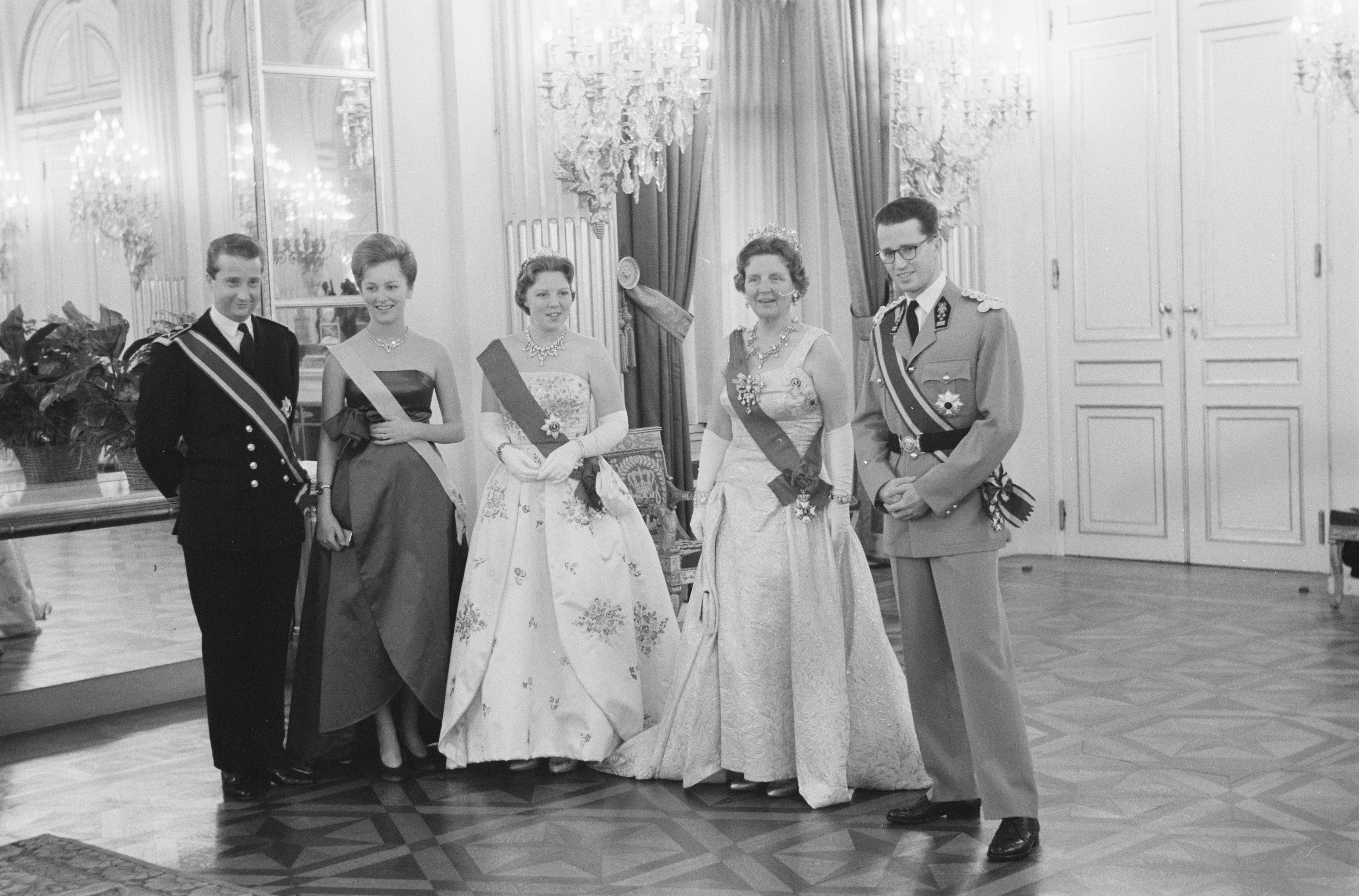
Alberto, Paola, Beatrice e Giuliana dei Paesi Bassi con il re Baldovino, 1960

L'unione ufficiale si tenne il 13 aprile 1959 al castello di Laeken. Alcuni giorni dopo fu annunciato che la coppia desiderava sposarsi in Vaticano il 1⁰ luglio, con il pontefice quale officiante della cerimonia. Tuttavia non ricevettero l'approvazione del Governo e nemmeno dell'opinione pubblica, che riteneva che il matrimonio dovesse svolgersi in Belgio. Inoltre, il Vaticano riconosceva soltanto l'unione religiosa, ma la legge belga dava precedenza all'unione civile.
Il papa stesso si oppose all'idea di celebrare le nozze e il 2 giugno il Governo annunciò che la coppia si sarebbe sposata a Bruxelles. Il 9 giugno Paola giunse assieme a sua madre in Belgio, partecipando a un ricevimento nei giardini di Laeken.

### Principessa di Liegi

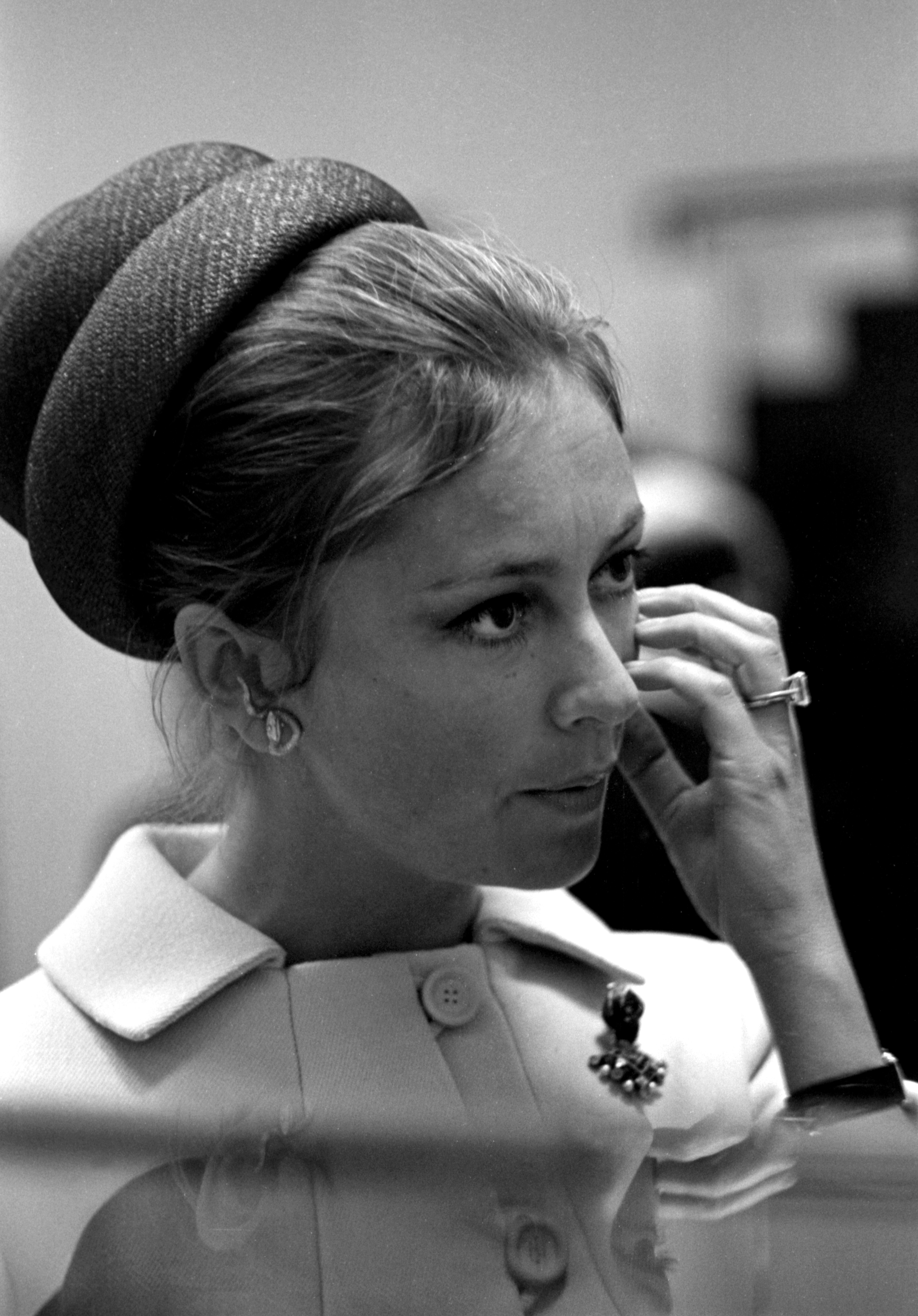
La principessa Paola di Liegi nel 1967

Paola e Alberto si sposarono il 2 luglio 1959, con rito civile nel palazzo reale di Bruxelles e rito religioso nella Concattedrale di San Michele e Santa Gudula. Ebbe come damigelle due nipoti, figlie della sua sorella più grande, e la principessa Marie-Christine. Si stabilirono assieme al castello del Belvédère. Nel 1965 le venne dedicata la canzone Dolce Paola dal cantautore Salvatore Adamo.
Dopo aver avuto tre figli, lei e il marito vissero un periodo di crisi. Mentre il principe intratteneva una relazione extraconiugale, Paola venne paparazzata negli anni '70 con un uomo a cui fu legata per breve tempo. Quest'ultimo venne identificato come il visconte Albert de Mun, mentre il giornalista Mario Danneels (autore di una biografia non autorizzata della regina nel 1999) ritenne che si trattasse di un fotografo di Paris Match. Paola e Alberto si riconciliarono sul finire degli anni '70, celebrando un secondo matrimonio a Marsiglia a metà anni '80.
Nel dicembre 1992 fu creata per sua volontà la Fondazione Principessa Paola, per sostenere concretamente l'integrazione dei giovani nella società, gli insegnanti e le scuole svantaggiate.

### Regina dei Belgi

#### Anni novanta
Il 9 agosto 1993 Alberto giurò come sovrano e Paola succedette in qualità di regina a Fabiola de Mora y Aragón. Divenne la prima consorte reale belga a possedere un proprio ufficio all'interno della residenza reale, mantenendo una netta divisione tra la vita privata e gli impegni pubblici.
Nel 1993 iniziò ad assisterla come dama d'onore la baronessa Colette de Broqueville e nel 1994 il diplomatico Willem Van de Voorde divenne suo segretario. Nel settembre 1996 ricevette al palazzo reale con il re i genitori dei bambini vittime dell'affare Dutroux.

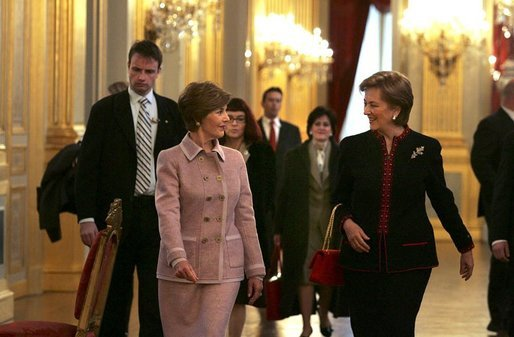
Laura Bush in dialogo con Paola al palazzo reale di Bruxelles nel 2005

Dopo l'anno scolastico 1996/1997 iniziò a consegnare annualmente il Premio Regina Paola per l'Insegnamento, destinato a progetti educativi innovativi in alternanza tra la scuola primaria e secondaria. La sua fondazione avviò anche il programma "L'École de l'Espoir", per sostenere economicamente le scuole operative in contesti sociali difficili.
Il 23 maggio 1997 le Poste Italiane le dedicarono un francobollo da 750 lire, in cui veniva raffigurata con lo sfondo di Castel Sant'Angelo. Dallo stesso anno, fino al 2013, ebbe come dama d'onore Nathalie van den Abeele. Dal 26 al 28 settembre 1999 presenziò alla conferenza organizzata dalla Polonia per il 10⁰ anniversario della Convenzione internazionale sui diritti dell'infanzia.

#### Anni duemila
Nel 2000 Geert Criel divenne il suo segretario, succeduto dalla diplomatica Caroline Vermeulen nel 2004, che mantenne la carica fino al 2011. Nel 2002 divenne presidentessa onoraria di Child Focus, organizzazione dedicata al ritrovamento di bambini scomparsi e alla lotta contro l'abuso su minori. Unitamente ad altre consorti di capi di Stato, utilizzò la sua influenza per creare una rete internazionale dedicata a tali obiettivi. Nel 2001 si recò in Italia, precisamente a Mongiana in provincia di Vibo Valentia. Qui fu ospite del centro visite Villa Vittoria allora sede del Corpo Forestale comandato dal Generale Caracciolo, oggi reparto Carabinieri Biodiversità. 
Appassionata di giardinaggio, si fece notare per il suo gusto raffinato nell'addobbo floreale e nel restauro degli arredi di corte. Istituì inoltre un comitato artistico che integrasse l'arte contemporanea nel palazzo reale di Bruxelles. Fu così che nell'ottobre 2002 vennero inaugurate tre fotografie di Dick Braeckman, sette dipinti di Marthe Wéry e il rivestimento, realizzato da Jan Fabre, del soffitto della Salle des Glaces. Nel luglio 2004 venne introdotta nella Salle Empire l'opera Les Fleurs du Palais Royal di Patrick Corillon, consistente in un gruppo di undici vasi, ognuno raffigurante una leggenda sui fiori endemici delle province belghe.

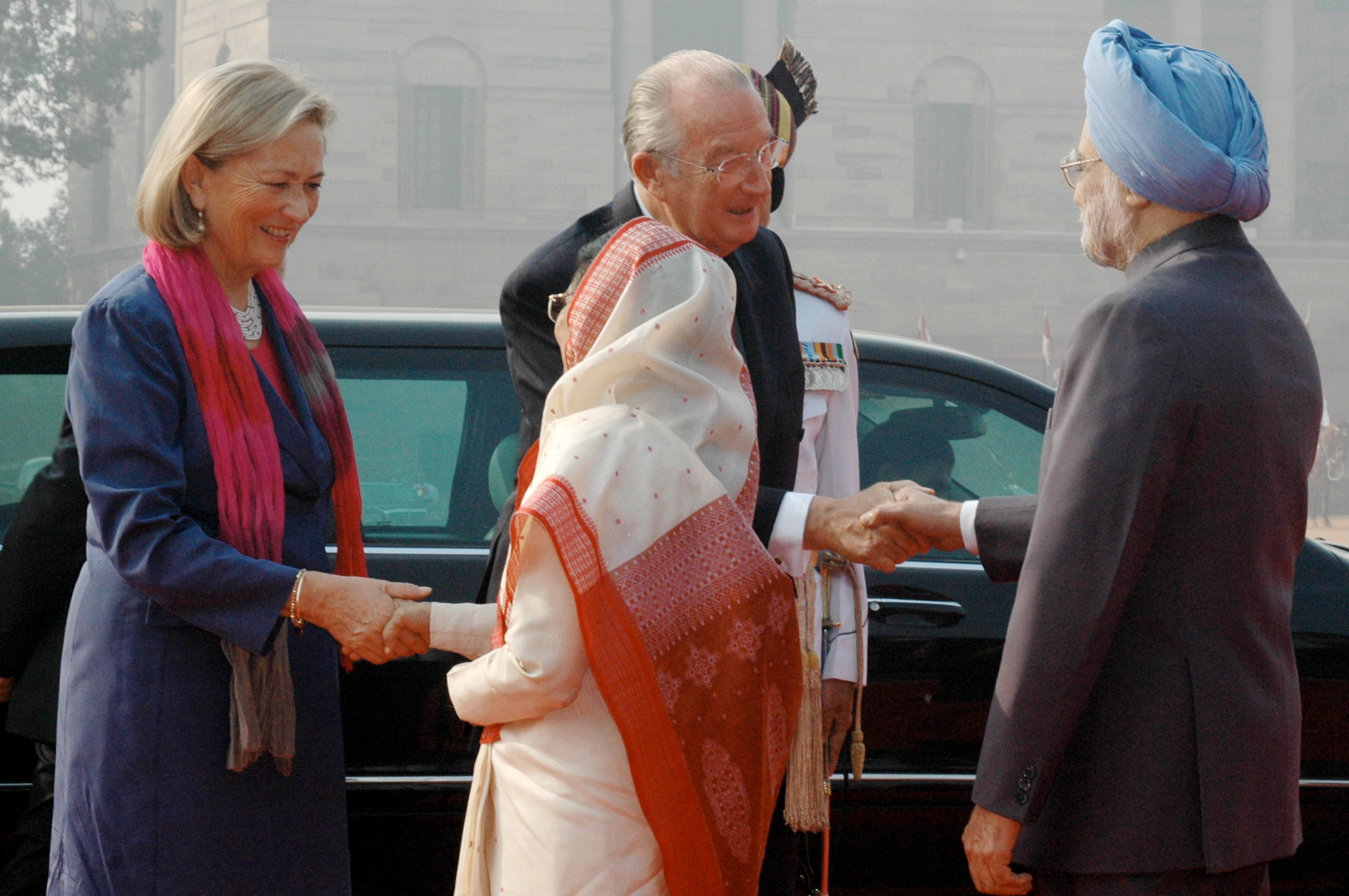
La regina Paola stringe la mano a Pratibha Patil a Nuova Delhi, 2008

Nel 2006 accettò di essere intervistata dai registi Jean-Pierre Coppens e Tony Verbruggen a Venezia, per le telecamere di VRT e di RTBF. Riscontrò un'accoglienza positiva, dimostrando di parlare con scioltezza l'olandese. Nel settembre 2007, per il suo 70⁰ compleanno, invitò a Laeken 800 persone impegnate per lavoro o volontariato nella protezione dei bambini. Il 3 settembre venne emesso un francobollo in suo onore dal servizio postale belga.
L'8 aprile 2008 battezzò la F931 Louise-Marie, decima fregata della Classe Karel Doorman della Marina belga. Nello stesso anno fu patrona del Concours poétique biennal Pyramides indetto dall'Università di Liegi, divenne presidentessa onoraria della Queen Elisabeth Music Chapel e registrò per la prima volta un messaggio televisivo. Venne diffuso durante l'ultima serata del 20⁰ anniversario del movimento di solidarietà Télévie, organizzata dalla RTL-TVI e dalla Bel-RTL a favore della ricerca sulla leucemia.
Nel 2010 patrocinò il Printemps Musical di Silly e nel 2012 venne collocata al 90⁰ posto nella classifica delle 100 donne più potenti del Belgio, stilata dal quotidiano Het Laatste Nieuws.

### Vita successiva

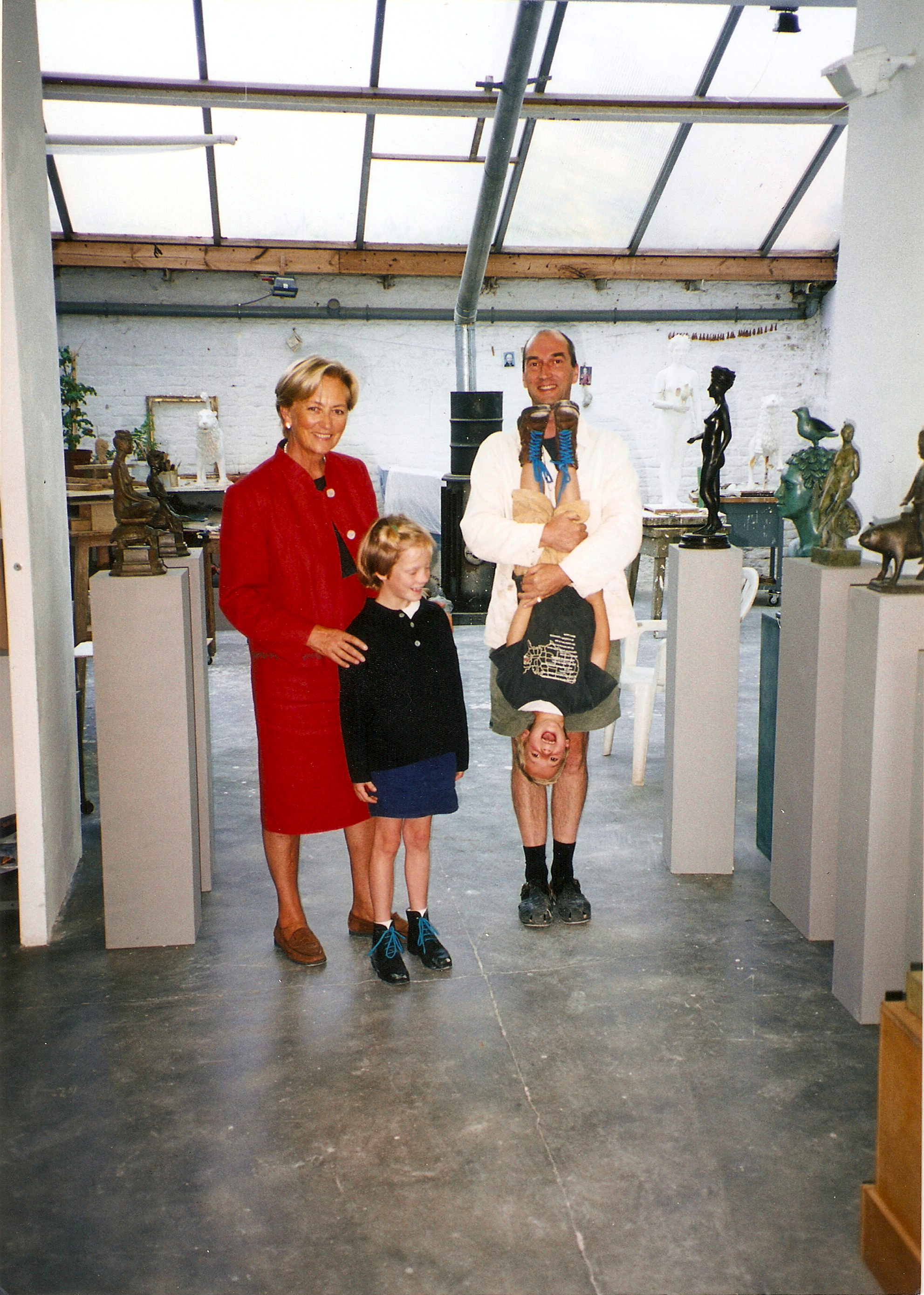
La regina Paola in visita all'atelier dello scultore belga Philippe Brodzki

Il 21 luglio 2013 suo marito abdicò in favore del figlio Filippo e nel gennaio 2014 fu nominata presidentessa onoraria del Comitato di Protezione di Missing Children Europe, incarico che ha lasciato nel 2023 alla regina Mathilde.
Nel febbraio 2017 venne operata presso le Cliniques universitaires Saint-Luc a Bruxelles per essersi rotta il collo del femore in seguito a una caduta. Nella notte tra il 25 e il 26 settembre 2018 venne colpita da un malore mentre si trovava a Venezia.
Il 2 novembre 2021 divenne cittadina onoraria di Campiglione-Fenile, luogo che frequentò in gioventù dal 1946. Nel dicembre dello stesso anno andò in onda su RTBF il documentario Paola, côté jardin, diretto dal regista Nicolas Delvaux e incentrato sulla vita intima della regina.

## Discendenza

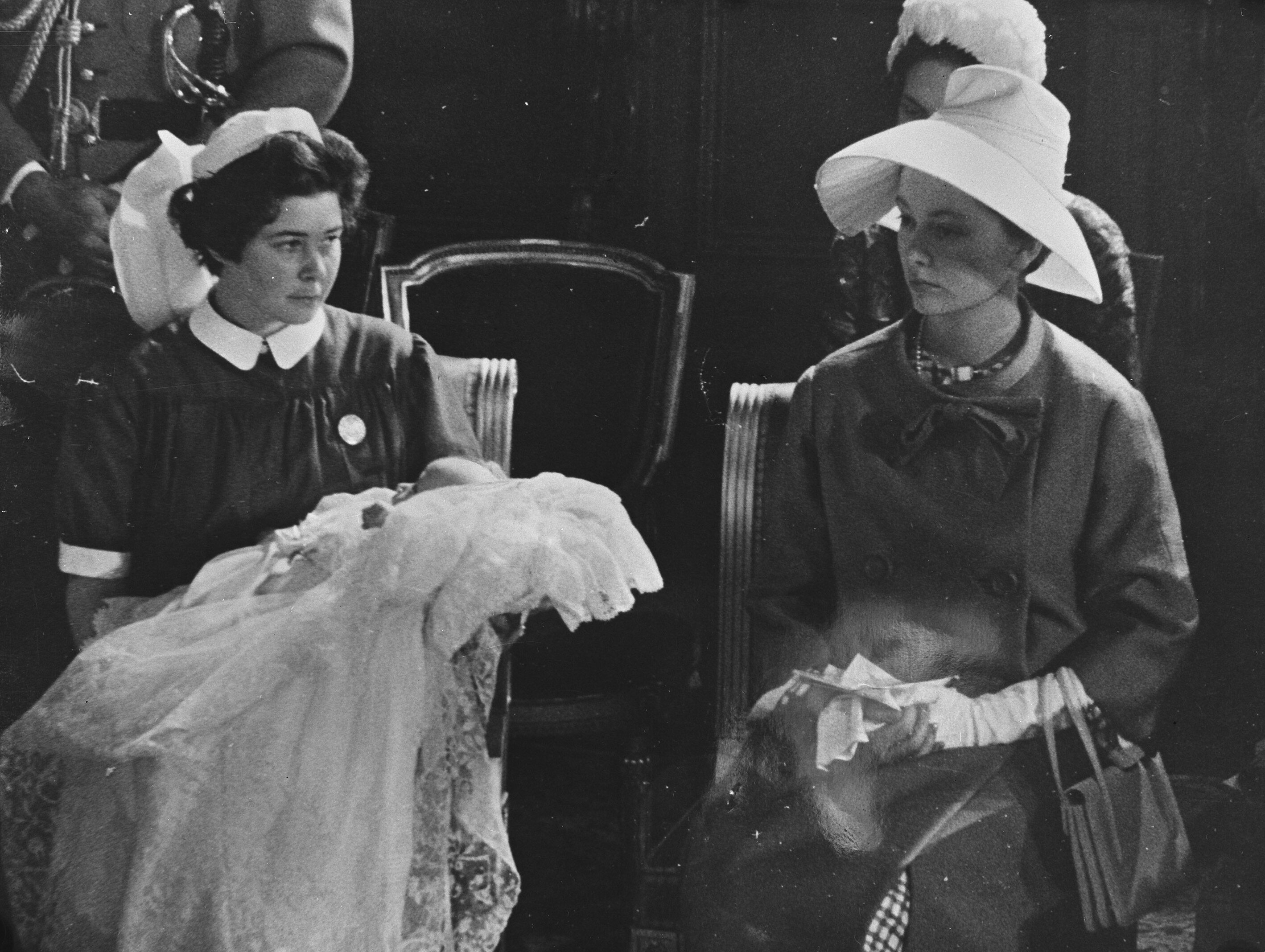
Paola al battesimo del figlio Filippo

Paola Ruffo di Calabria e Alberto II del Belgio ebbero tre figli:
- Re Filippo (1960), con la moglie Mathilde d'Udekem d'Acoz (1973) ha avuto quattro figli;
- Principessa Astrid (1962), con il marito Lorenzo d'Austria-Este (1955) ha avuto cinque figli e quattro nipoti;
- Principe Lorenzo (1963), con la moglie Claire Coombs (1974) ha avuto tre figli.

## Titoli e trattamento
- 11 settembre 1937 – 2 luglio 1959: Donna Paola Ruffo di Calabria
- 2 luglio 1959 – 9 agosto 1993: Sua Altezza Reale la Principessa Paola del Belgio, Principessa Consorte di Liegi
- 9 agosto 1993 – 21 luglio 2013: Sua Maestà la Regina Paola, Regina Consorte dei Belgi
- 21 luglio 2013 – attuale: Sua Maestà la Regina Paola del Belgio

## Onorificenze

Stendardo reale della regina Paola del Belgio

Il monogramma personale della regina Paola.

Il monogramma personale della regina Paola e di re Alberto II del Belgio.

## Ascendenza
|                                            |                                  |                                               | Genitori                                   |  |  | Nonni |  |  | Bisnonni                                  |  |  | Trisnonni                                 |  |
|                                            |                                  |                                               |                                            |  |  |       |  |  | Principe Fulco Ruffo di Calabria-Santapau |  |  | Principe Fulco Ruffo di Calabria-Santapau |  |
|                                            |                                  |                                               |                                            |  |  |       |  |  | Principe Fulco Ruffo di Calabria-Santapau |  |  | Principe Fulco Ruffo di Calabria-Santapau |  |
|                                            |                                  | Maria Felicita dei principi Alliata-Colonna   |                                            |  |  |       |  |  | Principe Fulco Ruffo di Calabria-Santapau |  |  |                                           |  |
| Principe Fulco Beniamino Ruffo di Calabria |                                  |                                               |                                            |  |  |       |  |  | Principe Fulco Ruffo di Calabria-Santapau |  |  |                                           |  |
|                                            |                                  | Eleonora Galletti dei marchesi di San Cataldo | Principe Salvatore Galletti di Fiumesalato |  |  |       |  |  |                                           |  |  |                                           |  |
|                                            |                                  | Eleonora Galletti dei marchesi di San Cataldo | Principe Salvatore Galletti di Fiumesalato |  |  |       |  |  |                                           |  |  |                                           |  |
|                                            |                                  | Eleonora Galletti dei marchesi di San Cataldo | Principessa Concetta Platamone di Larderia |  |  |       |  |  |                                           |  |  |                                           |  |
| Principe Fulco Ruffo di Calabria           |                                  | Eleonora Galletti dei marchesi di San Cataldo |                                            |  |  |       |  |  |                                           |  |  |                                           |  |
|                                            |                                  | Theodore Mosselman du Chenoy                  | Cornelis Mosselman                         |  |  |       |  |  |                                           |  |  |                                           |  |
|                                            |                                  | Theodore Mosselman du Chenoy                  | Cornelis Mosselman                         |  |  |       |  |  |                                           |  |  |                                           |  |
|                                            |                                  | Theodore Mosselman du Chenoy                  | Petronelle Muts                            |  |  |       |  |  |                                           |  |  |                                           |  |
| Laura Mosselman du Chenoy                  |                                  | Theodore Mosselman du Chenoy                  |                                            |  |  |       |  |  |                                           |  |  |                                           |  |
|                                            |                                  | Isabelle dei conti Coghen                     | Conte Jacques-André Coghen                 |  |  |       |  |  |                                           |  |  |                                           |  |
|                                            |                                  | Isabelle dei conti Coghen                     | Conte Jacques-André Coghen                 |  |  |       |  |  |                                           |  |  |                                           |  |
|                                            |                                  | Isabelle dei conti Coghen                     | Caroline Rittweger                         |  |  |       |  |  |                                           |  |  |                                           |  |
| Paola Ruffo di Calabria                    |                                  | Isabelle dei conti Coghen                     |                                            |  |  |       |  |  |                                           |  |  |                                           |  |
|                                            | Conte Calisto Gazelli di Rossana | Conte Paolino Gazelli di Rossana              |                                            |  |  |       |  |  |                                           |  |  |                                           |  |
|                                            | Conte Calisto Gazelli di Rossana | Conte Paolino Gazelli di Rossana              |                                            |  |  |       |  |  |                                           |  |  |                                           |  |
|                                            | Conte Calisto Gazelli di Rossana | Donna Giuseppina Brucco di Ceresole           |                                            |  |  |       |  |  |                                           |  |  |                                           |  |
| Augusto Gazzelli dei conti di Rossana      | Conte Calisto Gazelli di Rossana |                                               |                                            |  |  |       |  |  |                                           |  |  |                                           |  |
|                                            |                                  | Francesca Cotti di Ceres                      | Carlo Emanuele Cotti di Ceres              |  |  |       |  |  |                                           |  |  |                                           |  |
|                                            |                                  | Francesca Cotti di Ceres                      | Carlo Emanuele Cotti di Ceres              |  |  |       |  |  |                                           |  |  |                                           |  |
|                                            |                                  | Francesca Cotti di Ceres                      | Margherita Arese dei conti di Barlassina   |  |  |       |  |  |                                           |  |  |                                           |  |
| Luisa Gazelli dei conti di Rossana         |                                  | Francesca Cotti di Ceres                      |                                            |  |  |       |  |  |                                           |  |  |                                           |  |
|                                            |                                  | Conte Felice Rignon                           | Conte Edoardo Rignon                       |  |  |       |  |  |                                           |  |  |                                           |  |
|                                            |                                  | Conte Felice Rignon                           | Conte Edoardo Rignon                       |  |  |       |  |  |                                           |  |  |                                           |  |
|                                            |                                  | Conte Felice Rignon                           | Maria Cristina dei marchesi Pilo-Boyl      |  |  |       |  |  |                                           |  |  |                                           |  |
| Maria dei Conti Rignon                     |                                  | Conte Felice Rignon                           |                                            |  |  |       |  |  |                                           |  |  |                                           |  |
|                                            |                                  | Luisa Perrone di San Martino                  | Conte Ettore Perrone di San Martino        |  |  |       |  |  |                                           |  |  |                                           |  |
|                                            |                                  | Luisa Perrone di San Martino                  | Conte Ettore Perrone di San Martino        |  |  |       |  |  |                                           |  |  |                                           |  |
|                                            |                                  | Luisa Perrone di San Martino                  | Jenny de Faÿ de La Tour-Maubourg           |  |  |       |  |  |                                           |  |  |                                           |  |
|                                            |                                  | Luisa Perrone di San Martino                  |                                            |  |  |       |  |  |                                           |  |  |                                           |  |